# Mateba MTR-8
La Mateba MTR-8 è una rivoltella per il tiro sportivo.
Venne prodotta nei primi anni ottanta per il tiro sportivo, in particolare per le competizioni di velocità. Per ridurre al minimo l'intervallo tra un colpo e l'altro e l'alzata della canna causata dal rinculo, il progettista Emilio Ghisoni decise di posizionare il tamburo e la canna il più in basso possibile. Per fare ciò, li collocò davanti al grilletto anziché sopra. Utilizzò un tamburo particolarmente capiente: 8 colpi per cartucce .38 Special o .357 Magnum, 12 colpi per cartucce .32 S&W o 14 colpi per .22 Long Rifle. Vennero ideati anche tamburi con capacità di 20 colpi per cartucce .22, ma non vennero costruiti.
Può sparare sia in azione doppia che in azione singola, agendo su una leva sul lato sinistro dell'arma. Il tamburo è posto davanti al grilletto e si apre sulla sinistra per ricaricare. La leva di apertura è collocata davanti al tamburo. Inusuale è anche la posizione del cane: completamente nascosto dalla struttura, esso può essere armato e tirato mediante un'apposita leva posta sopra l'impugnatura.
Esistono anche versioni con configurazione da carabina.